# Wheatland (Dakota del Nord)
Wheatland è un census-designated place (CDP) degli Stati Uniti d'America della contea di Cass nello Stato del Dakota del Nord. La popolazione era di 68 abitanti al censimento del 2010.

## Geografia fisica
Wheatland è situata a 46°54′26″N 97°20′57″W (46.907252, -97.349037).
Secondo lo United States Census Bureau, la città ha una superficie totale di 10,39 km², dei quali 10,39 km² di territorio e 0 km² di acque interne (0% del totale).

## Storia
Un ufficio postale chiamato Wheatland è in funzione dal 1878. La comunità prende il nome dal campo di grano (wheat field) vicino al sito originale della città.

## Società

### Evoluzione demografica
Secondo il censimento del 2010, la popolazione era di 68 abitanti.

### Etnie e minoranze straniere
Secondo il censimento del 2010, la composizione etnica del CDP era formata dal 98,53% di bianchi, lo 0% di afroamericani, l'1,47% di nativi americani, lo 0% di asiatici, lo 0% di oceanici, lo 0% di altre razze, e lo 0% di due o più etnie. Ispanici o latinos di qualunque razza erano lo 0% della popolazione.